# Đại An, Đài Bắc
Đại An tiếng Trung: 大安區; bính âm Hán ngữ: Dà'ān Qū; bính âm thông dụng: Dà-an Cyu; Wade–Giles: Ta-an Ch'ü; Bạch thoại tự: Tāi-an-khu là một quận của Đài Bắc, Trung Hoa Dân Quốc (Đài Loan). Quận là một trung tâm giáo dục, thương mại nhà ở và văn hóa quan trọng của thành phố. Quận được đặt tên theo một ngôi làng từng nằm gần nơi mà nay nằm gần đường Tín Nghĩa. Ngôi làng nguyên có tên là "Đại Loan" (大灣), nhưng sau đó đổi thành một từ có ý nghĩa tích cực hơn là "Đại An" (大安).
Đại An là nơi tọa lạc của ba trường đại học quốc gia chính: Đại học Quốc lập Đài Loan, Đại học Khoa học Kỹ thuật Quốc lập Đài Bắc và Đại học Sư phạm Quốc lập Đài Loan. Hai trường đầu tiên có ưu thế về các ngành kỹ thuật. Ngoài ra còn có một số trường đại học khác trên địa bàn quận. Đại An cũng là nơi có một số bất động sản đắt giá nhất tại Đài Bắc.

## Vận chuyển
Đại An được phục vụ bởi Tàu điện ngầm Đài Bắc. Trong khu này bao gồm Tuyến Văn Hồ, Tuyến Bản Nam, Tuyến Tùng Sơn-Tân Điếm, Tuyến Đạm Thủy-Tín Nghĩa, và Tuyến Trung Hòa-Tân Lô với 19 nhà ga: đài tưởng niệm Tôn Trung Sơn, Trung Hiếu Đôn Hóa, Trung Hiếu Phục Hưng, Trung Hiếu Tân Sinh, công viên Đại An, Đại An, Tín Nghĩa An Hòa, tòa nhà kỹ thuật, Lục Trương Lê, Lân Quang, Đông Môn, Cổ Đình, tòa nhà Taipower và Công Quán.